# Tagebau Schlabendorf-Nord
Der Braunkohletagebau Schlabendorf-Nord ist ein ehemaliger Tagebau im Lausitzer Braunkohlerevier in Brandenburg. Er wurde nach dem Ortsteil Schlabendorf am See der Stadt Luckau im Landkreis Dahme-Spreewald benannt. Die ehemaligen Kraftwerke Lübbenau und Vetschau wurden zwischen 1961 und 1977 aus diesem Tagebau mit Rohkohle versorgt.

## Geschichte
Der Ministerrat der DDR beschloss 1957 mit dem Kohle- und Energieprogramm den Tagebau Schlabendorf-Nord anzulegen. Am 17. März 1957 erfolgte der erste Spatenstich, gleichzeitig wurde mit den Vorbereitungen zur Grundwasserabsenkung begonnen. 1959 begann der Aufschluss des Tagebaus und ein Jahr später wurden die Brücken über die A 13 und A 15 für die Kohlebahn zum Kraftwerk Lübbenau fertiggestellt. Die erste Kohle wurde 1961 gefördert und auch die erste Abraumförderbrücke F 34-25 ging in Betrieb. Die zweite Abraumförderbrücke F 34-26 wurde ein Jahr später in Betrieb genommen und 1970 in den Tagebau Profen verlegt. Die Stilllegung des Tagebaus erfolgte 1977 und die letzte Abraumförderbrücke wurde in den Tagebau Schlabendorf-Süd verlegt. Nach der Wende begannen die Sanierungsarbeiten und 1997 wurde das Naturschutzgebiet Schlabendorfer Bergbaufolgelandschaft–Lichtenauer See errichtet.

## Umgesiedelte Ortschaften
- Boschwitz: 1960
- Stoßdorf:  1963–1964
- Tornow: 1968
- Lichtenau (3 Gebäude): 1975